# Saint Lucia világörökségi helyszínei
Saint Lucia területéről eddig egy helyszín került fel a világörökségi listára. 
| | Piton-hegyek |
| 2004 |              |
| Természeti (VII)(VIII) |              |
| Védett terület: 2 909 ha, hivatkozás: 1161 |              |
| A Piton-hegyek a sziget délnyugati végében emelkednek ki a tengerből. A két kúp alakú, a Piton Mitan hegygerinccel összekötött vulkanikus hegycsúcs összesen egy négy kilométer átmérőjű alapon nyugszik. A magasabb hegy, a Gros Piton (Nagy Piton) 770 méter, az alacsonyabb, Petit Piton (Kis Piton) 743 méter magas. A két hegycsúcs egy vulkánegyüttes része, amely egy vagy több beomlott rétegvulkán maradványaiból áll. A hegyek víz alatt elterülő részének 60%-át korallok borították, de ennek nagy része áldozatul esett az 1999-es Lenny hurrikán pusztításának. Jelenleg a zónában halászati tilalom van érvényben, ez segíti a korallok regenerálódását. A hegyek körüli vizek a Karib-tenger halban leggazdagabb területei közé tartozik. Változatos élővilágából eddig 170 hal-, 60 medúza-, 14 szivacs, 11 tüskésbőrű , 8 gyűrűsféreg és 15 ízeltlábú fajt azonosítottak. A szárazföldön trópusi esőerdők és trópusi száraz erdők kis térségei váltakoznak, és számos endemikus vagy ritka növénynek adnak otthont. A Gros Piton-hegyen eddig 150 növényfajt azonosítottak, a Petite Piton pedig 100 növényfaj otthona. A hegyeken megtalálható mintegy 30 madárfaj közül 5 csak itt él. |              |

## Elhelyezkedése
| Piton-hegyek |